# Taraxacum kok-saghyz
Taraxacum kok-saghyz, a menudo abreviado TKS y comúnmente denominado diente de león de Kazajistán, raíz de caucho o diente de león ruso, es una especie de diente de león nativo de Kazajistán, Kirguistán y Uzbekistán, que se destaca por su producción de goma de alta calidad. T. kok-saghyz fue descubierto en Kazajistán en 1932 por un esfuerzo de la Unión Soviética para encontrar una fuente doméstica de goma.

## Etimología
El vocablo kok-saghyz deriva del kazajo kök-sağız (көк-сағыз), con kök que significa verde y saghyz que significa caucho o goma. Su látex se usaba tradicionalmente como una especie de goma de mascar.

## Descripción

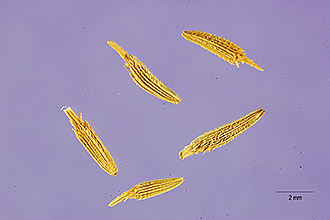
Semillas de T. kok-saghyz.

Taraxacum kok-saghyz es una planta perenne con una flor compuesta amarilla característica del género Taraxacum. Cada inflorescencia puede tener aproximadamente 3 cm de diámetro y estar formada por 50 a 90 florecillas. Las plantas pueden contener de 25 a 50 hojas dispuestas en una o más rosetas en el extremo superior de la raíz. Taraxacum kok-saghyz se puede diferenciar del diente de león común (Taraxacum officinale) por sus hojas de color verde grisáceo, generalmente más pequeñas, y estructuras en forma de cuerno en las brácteas que rodean la yema. Las flores son hermafroditas, polinizadas por insectos (entomófilas) y están en tallos que alcanzan aproximadamente 30 cm de altura. Taraxacum kok-saghyz generalmente florece de mayo a junio, y las semillas maduran de junio a julio.
Es una especie diploide que se reproduce sexualmente, y produce buen polen. Otra especie, un apomixis triploide que también tiene brácteas cornudas y produce caucho, T. brevicorniculatum Korol. con frecuencia se ha identificado erróneamente como T. kok-saghyz.

### Condiciones preferidas
Taraxacum kok-saghyzprefiere los suelos sueltos con buen drenaje y alta capacidad de retención de humedad y pH entre 5.5 y 8.5, con exposición plena al sol.

## Uso

### Caucho
La Unión Soviética cultivó Taraxacum kok-saghyz, junto con Taraxacum hybernum  y Scorzonera tau-saghyz, a gran escala entre 1931 y 1950, especialmente durante la Segunda Guerra Mundial, como una fuente de caucho de emergencia cuando el suministro de caucho de Hevea brasiliensis en el sudeste asiático se vio amenazado. Estados Unidos, el Reino Unido, Alemania, Suecia y España también cultivaron la planta por la misma razón. En 1942 en el campo de concentración de Auschwitz, por el Dr. Joachim Caesar dirigió la estación de investigación de caucho vegetal, donde se emplearon de 150 a 250 trabajadores forzados. Durante este período de tiempo, los rendimientos más altos logrados por EE. UU. alcanzaron 110 kg de caucho por hectárea, mientras que la URSS alcanzó rendimientos de 200 kg de caucho por hectárea. Al terminar la Segunda Guerra Mundial y el regreso del caucho asequible de Hevea brasiliensis (que tiene entre 8 y 10 veces mejor rendimiento), cesaron la mayoría de los programas de T. kok-saghyz.
Se ha reactivado el interés por T. kok-saghyz debido a las reacciones alérgicas al caucho de Hevea utilizado en dispositivos médicos y a las deficiencias en el suministro de caucho de Hevea brasiliensis. Una amenaza para la producción de caucho de Hevea brasiliensis es el tizón de las hojas de América del Sur (SALB), que ha afectado a la producción de caucho convencional en América del Sur desde 1934. Este tizón puede extenderse a los árboles de Hevea brasiliensis en el sudeste asiático, que son genéticamente muy similares entre sí  y a los de Sudamérica. Además, la tierra utilizada para la producción de caucho se está convirtiendo en plantaciones de aceite de palma para producir biocombustible, y los costos laborales reducen la rentabilidad de las plantaciones de Hevea brasiliensis, ya que cada árbol debe ser extraído manualmente para cosechar su látex. El aumento de los precios del petróleo limita la viabilidad económica de los cauchos sintéticos, y los equivalentes sintéticos a menudo no pueden reemplazar de manera pragmática al caucho natural. En mayo de 2019, el fabricante de neumáticos alemán Continental AG anunció que estaba a punto de comenzar la producción del "primer neumático de bicicleta fabricado con caucho sostenible de diente de león", que tenía la intención de cultivar en sus propias fábricas, evitando varios de los problemas tradicionales con látex de H. brasiliensis, debido al largo tiempo de espera entre la siembra y el cultivo (solo seis meses para el diente de león, en lugar de siete años para el árbol del caucho) y los precios volátiles del producto debido a las largas distancias de transporte entre los lugares donde se puede cultivar caucho y las fábricas de la empresa.
Investigadores en numerosas instituciones han comenzado a desarrollar cultivares de Taraxacum kok-saghyz que son más fáciles de cultivar y que producen más y mejor caucho como parte de un gran proyecto de investigación.

### Otros productos del diente de león
La inulina producida a partir de T. kok-saghyz es un azúcar que se puede utilizar en usos no alimenticios o puede transformarse en bioetanol mediante fermentación. La biomasa residual de la planta se puede utilizar para producir biogás.